# Provocatio ad populum
La provocatio ad populum era un aspecte del dret romà, que fou introduït per la Lex Valeria de provocatione del 509 aC, per rogatio del cònsol Publi Valeri Publícola que fou aplicat sobretot durant el període republicà.
Aquesta norma preveia la possibilitat que la pena capital d'un condemnat a mort pogués ser transformada en una altra pena si així ho establia un judici popular.

## Precedents en època monàrquica
No es coneix cap cas que s'apliqués una norma semblant quan a Roma el poder judicial era acaparat pel rei; això no obstant alguns autors han proposat la hipòtesi que una idea com aquesta podia haver tingut algun precedent i que per als acusats de delictes més greus es reunís l'assemblea (constituïda només pels patricis).
Aquesta hipòtesi es basa en l'opinió expressada per alguns autors de l'època republicana. Per exemple quan Ciceró deia que: « provocationem autem etiam a regibus fuisse declarant pontificii libri, significant nostri etiam augurales» («El llibre dels pontífexs deia que la provocatio existia ja en temps dels reis i així ho deien els escrits dels àugurs»).
Resulta controvertit un fragment de Titus Livi en què parla de Publius Horatius, un home que va assassinar la seva germana. Sembla donar a entendre que va demanar una provocatio, però finalment hauria salvat la seva vida per indult reial.

## En època republicana
La tradició remarca que una de les primeres mesures a crear-se la república va ser l'establiment de la provocatio ad populum, norma que va esdevenir llei a través de Publi Valeri Publícola, escollit cònsol el 509 aC, en la primera renovació dels càrrecs consulars.
En una primera fase l'opinió del poble estava representada per les comitia curiata (representades pels tribú de la plebs), després, segons es va establir a les Lleis de les dotze taules la provocatio ad populum va passar a ser facultat de les comitia centuriata (representades pels qüestors). La norma va caure en desús per les limitacions introduïdes per diversos legisladors, sobretot en el període tardo-republicà i finalment va desaparèixer en el període del principat.
Els magistrats romans tenien inicialment un poder il·limitat o sense dret a apel·lació, moderat només pel límit que suposava la durada del seu càrrec. Davant la qual cosa sorgia el risc d'abús en la imposició de la pena capital i, segons algunes interpretacions, la provocatio hauria estat la manera d'acceptar una apel·lació extraordinària implicant a tota la població en a decisió final. Aquesta interpretació contrasta amb la d'altres estudiosos, per exemple Santalucia per al qui seria erroni qualificar la provocatio d'«apel·lació al poble», perquè una apel·lació pressuposa un judici precedent fet per un magistrat, cosa que no era així. En aquella fase del dret romà, el poble era de fet el titular de la seva jurisdicció, en la funció de la iudicatio, que convivia amb la coercitio de l'acusat. En aquesta interpretació, per tant, la provocatio té la funció de frenar els eventuals excessos d'un imperium, la potestat transferida als magistrats, i l'autèntica funció de l'assemblea cívica no seria ser apel·lada sinó ostentar un veritable judici, mentre que l'acte del magistrat, que era un acte administratiu, passava a ser un acte judicial en mans del poble.
La mesura fou en una primera fase aplicable només als condemnats a mort de la classe patrícia. Successivament foren admesos també els plebeus. D'altra banda, la composició de les assemblees (comitia centuriata) que tenia una gran desigualtat a causa de la seva composició respecte a les cinc classes socials romanes i pel sistema de votació que només cridava al vot als membres de la primera classe, va fer que la provocatio ad popolum esdevingués un instrument en mans de les classes privilegiades.

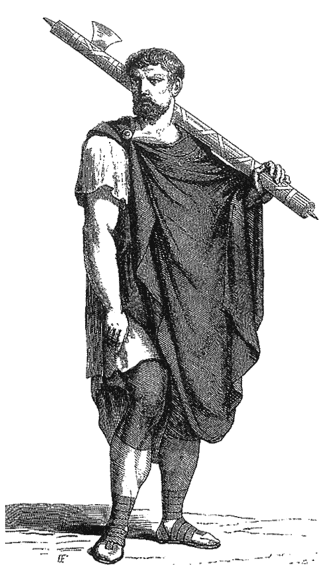
El líctor podia dur o no la destral com a símbol del poder d'imposar la pena de mor o no en cas d'una provocatio.

Com a senyal extern de la provocatio ad populum els líctors que precedien els magistrats (cònsols i els dictadors), quan estaven a la ciutat de Roma, portaven els fasces sense la destral, per indicar que el magistrat estava privat del poder d'imposar la pena capital. Fora de Roma, com passava de vegades estant en campanya militar, el poder era ple i els líctors duien el feix juntament amb la destral.
Ciceró, a causa de la conjuració de Catilina va enviar a la mort els presos del Tullianum que eren ciutadans acusats de ser còmplices de Luci Sergi Catilina, sense concedir-los el dret a la provocatio. Publi Clodi Pulcre, el seu adversari polític, va fer votar una llei que establia la pena d'exili als qui se'ls hagués penat amb la mort i no se'ls hagués concedit el dret a la provocatio.
La creació de la provocatio introduïa un dret al condemnat a mort a sol·licitar que la sentència que li era imposada fos reconsiderada per una assemblea ciutadana només a partir de l'aprovació de la Lex Valeria del 509 aC, pel que fa al període precedent la tradició diu que es tractava d'una facultat del rei, i era una decisió a la seva discreció, que li semblés oportú relegar la decisió a una assemblea ciutadana.

## En època imperial
En època imperial encara consta l'ús de la provocatio, però llavors el dret del populus estava sostingut per l'emperador. Sorgeix una nova modalitat: el ciutadà romà pronunciant les paraules "Caesarem appello" se sotmetia a la jurisdicció del magistrat provincial i la causa era transferida a Roma. Sant Pau, amb aquesta forma, es va escapar per dos anys a la condemna i fou conduït a Roma. El jurista Juli Paule diu en el seu Sententiarum Receptarum libri quinque:"Iulia de vi publica damnatur qui […] civem Romanum antea ad populum † provocationem † nunc imperatorem appellantem necaverit necarive iusserit" («Segons la Lex Iulia De Vi Publica, sigui condemnat aquell qui mata o ordena la mort d'un ciutadà romà i pugui apel·lar, un temps davant el poble (amb la provocatio), actualment a través de l'emperador.»)

## Cronologia de les lleis
Segons les dates tradicionals, les lleis que van tractar directament la provocatio ad populum o temes que la implicaven, són les següents:
- 509 aC, Lex Valeria.- Els magistrats no podien sotmetre a flagel·lació ni condemnar a mort un ciutadà romà que s'emparés en la provocatio ad populum
- 454 aC, Lex Aternia Tarpeia
- 452 aC, Lex Menenia Sextia.- Marcava el límit de les multes per als ciutadans romans i si se sobrepassaven quedava la possibilitat d'invocar la provocatio.
- 450 aC, Lleis de les dotze taules.- La condemna a mort d'un ciutadà havia de ser pronunciada pels comicis centuriats.
- 449 aC, Lex Valeria Horatia.- Fixava que no es odien instituir noves magistratures que estiguessin exemptes de respectar la provocatio.
- 300 aC, Lex Valeria adscrita al cònsol M.Valeri Corv, la qual declarava com a mereixedor de reprovació l'actuació d'un magistrat que fes fustigar o matar un ciutadà negant-li el dret a la provocatio.
- 199 aC, Porciae de capite civium.- Estenia el dret a la provocatio fins a 1000 passes de Roma, per tant a favor dels ciutadans romans residents a les províncies i als soldats en confrontació amb els seus commandaments.
- 195 aC, Lex Porcia de tergo civium.- Estenia la facultat de la provocatio ad populum contra les flagel·lacions.
- 184 aC, Lex Porcia III.- Establia una sanció molt severa per al magistrat que no hagués concedit la provocatio.